# FHProductionHK
FHProductionHK（略称リラックマ、FH）は香港のYouTubeチャンネルです。2012年に開始されたこのチャンネルは、香港の社会問題に焦点を当てたコメディー動画を制作しています。
FHProductionHKには、に1990年代生まれの世代の人々から多くの支持があります。 このチャンネルの動画は、周星馳と「ハリウッド映画」の映画に触発されています。
FHProductionHKは、YouTubeの広告収入を受け取り、スポンサー付きの動画を制作することで収益を上げています。FHProductionHKの動画は、YouTubeの毎年恒例の「香港のトレンドオリジナル動画トップ10」に繰り返しランク付けされています。これには、2014年の「香港の学生としての私の日々（パート1）」（）が1位にランクインしました。